# Mbaye Gana Kébé
Pour les articles homonymes, voir Kébé.
Mbaye Gana Kébé, né en 1936 à Thiès et mort le 11 avril 2013 à Dakar, est un écrivain et dramaturge sénégalais.

## Œuvres
- Le Décret[1]
- Le Blanc du nègre[1]
- Ebéniques (poésie)[1]
- Prince noir[1]
- Colombes[1]
- Ronde[1]
- Soldats de mes rêves[1]
- L'Afrique a parlé (théâtre)[2]
- 204 (nouvelle)[1]